# Conselho Cristão Chinês
O Conselho Cristão Chinês (Chinese Christian Council - CCC) é a organização que coordena a vida religiosa protestante na China continental. Fundado em 1980, o Conselho atua em conjunto com o Movimento Patriótico das Três Autonomias para supervisionar e organizar as atividades das igrejas protestantes oficialmente reconhecidas pelo governo chinês.
É a única denominação protestante oficialmente permitida na China e também a maior denominação protestante do mundo em número de membros, com cerca de 38 milhões de membros.

## História

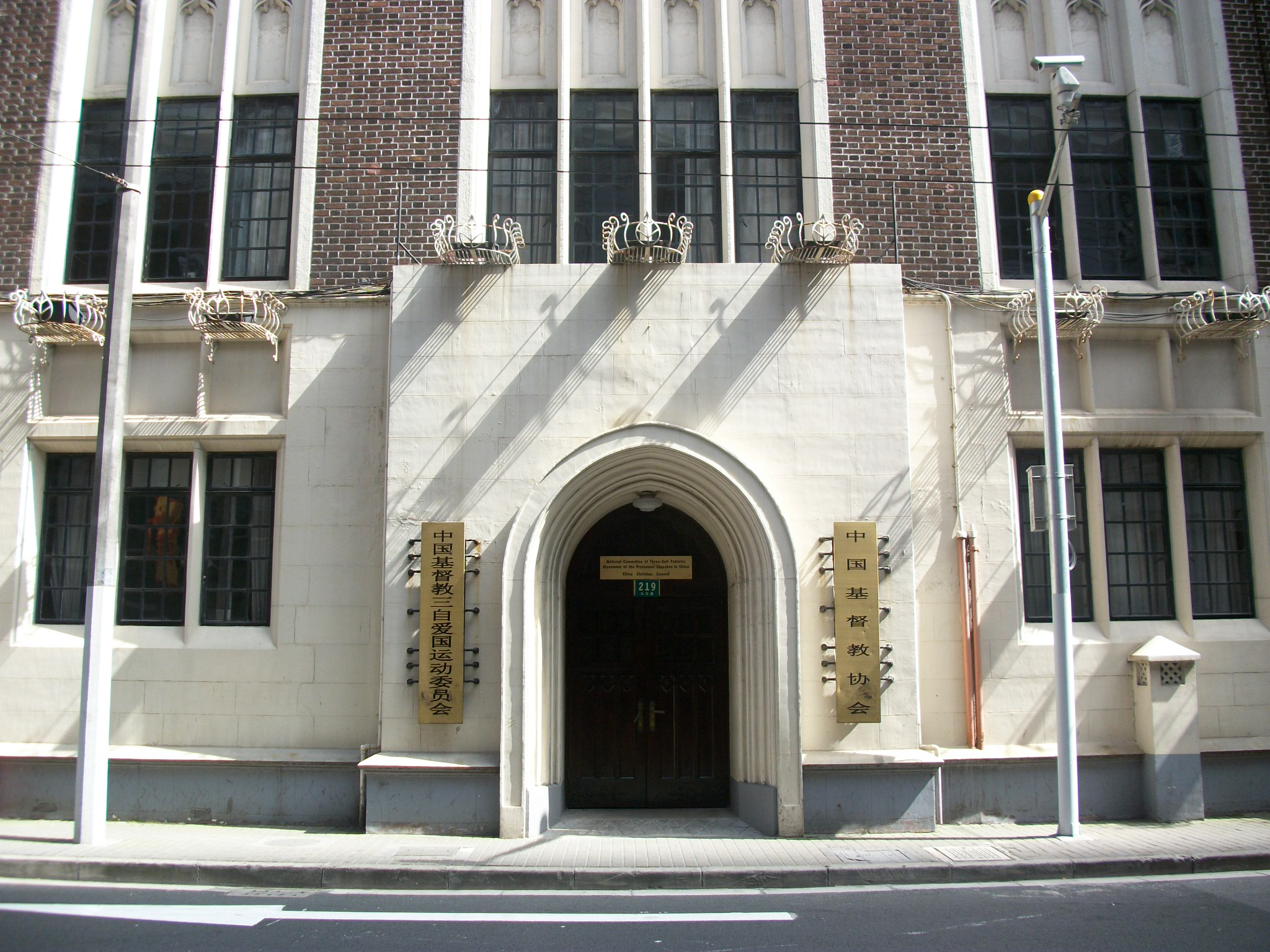
Escritório Conselho Cristão Chinês e Movimento Patriótico das Três Autonomias em Jiujiang Road, Xangai.

O Conselho Cristão Chinês foi fundado em 1980, na cidade de Nanjing, como resposta ao crescimento do cristianismo na China após a Revolução Cultural. Seu objetivo era organizar, unificar e orientar as igrejas protestantes aprovadas pelo Estado.
Desde sua fundação, o CCC trabalha em conjunto com o Movimento Patriótico das Três Autonomias para garantir que as igrejas chinesas permaneçam autônomas em relação a influências estrangeiras, sejam autossustentáveis e se autogerenciem.

## Crescimento do número de membros

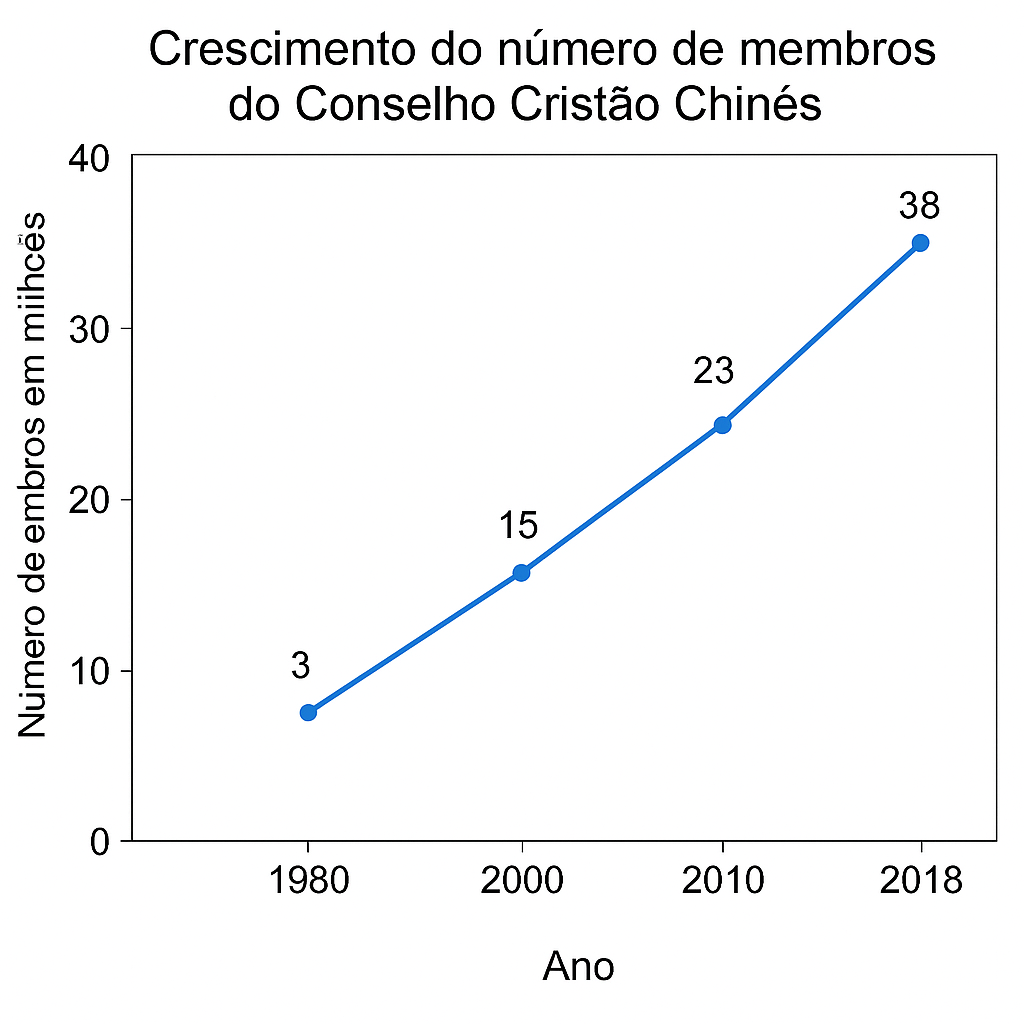
Crescimento do Conselho Cristão Chinês (1980-2018).

O número de membros das igrejas ligadas ao Conselho Cristão Chinês cresceu de maneira significativa desde sua fundação:
- Em 1980, o CCC representava aproximadamente 3 milhões de fiéis[5].
- Em 2000, estimava-se que havia cerca de 15 milhões de membros[4].
- Em 2010, o número de protestantes filiados ultrapassou 23 milhões, conforme relatado por pesquisadores independentes[6].
- Em 2018, segundo o Gabinete de Informação do Conselho de Estado da China, havia aproximadamente 38 milhões de membros registrados[3].

Esse crescimento é atribuído a uma maior liberdade religiosa relativa após as reformas de Deng Xiaoping, à urbanização e a uma busca crescente por significado espiritual entre os chineses.

## Diferença entre o Conselho Cristão Chinês e o Movimento Patriótico das Três Autonomias
Embora frequentemente mencionados juntos, o Movimento Patriótico das Três Autonomias (MPTA) e o Conselho Cristão Chinês (CCC) possuem funções distintas:
- O Movimento Patriótico das Três Autonomias foi fundado em 1950 e tem como foco garantir que as igrejas protestantes chinesas sejam independentes de influência estrangeira, autossustentáveis e autopropagáveis[7]. Atua como um órgão de supervisão política e administrativa.

- O Conselho Cristão Chinês, fundado em 1980, é uma organização religiosa voltada para a administração eclesiástica, formação de líderes, ensino bíblico e publicações cristãs[8].

Atualmente, as igrejas protestantes reconhecidas na China devem se registrar e cooperar tanto com o CCC quanto com o MPTA para seu funcionamento legal.

## Doutrina
O Conselho Cristão Chinês adota uma abordagem teológica ampla, reunindo igrejas oriundas de diferentes tradições protestantes, como batistas, metodistas, presbiterianos e pentecostais.
Os princípios básicos incluem:
- A crença na Bíblia como a Palavra de Deus;
- A confissão de Jesus Cristo como Senhor e Salvador;
- A prática dos sacramentos do batismo e da ceia do Senhor;
- O compromisso com a vida cristã no contexto do socialismo chinês[9].

O Conselho também promove a chamada "teologia contextual chinesa", que busca interpretar o cristianismo em termos compatíveis com a cultura e o sistema social do país.

## Organização e Governo
O sistema de governo é congregacional, ou seja, cada igreja local é relativamente autônoma em suas decisões, embora deva respeitar as diretrizes gerais emitidas pelo CCC e pelo Movimento Patriótico das Três Autonomias.
A sede do Conselho está localizada em Xangai.

## Relações Ecumênicas
O Conselho Cristão Chinês mantém relações com diversas organizações ecumênicas internacionais. É membro do Conselho Mundial de Igrejas e membro associado da Comunhão Mundial das Igrejas Reformadas.
Apesar das restrições religiosas no país, o Conselho busca manter uma imagem de diálogo e cooperação com o cristianismo global.